# Jozef Herda
Jozef Herda (Trnava, 21 aprile 1910 – Bratislava, 4 ottobre 1985) è stato un lottatore cecoslovacco, specializzato nella lotta greco-romana.

## Palmarès

### Olimpiadi
- Argento a Berlino 1936 nei pesi leggeri.